# Air Thanlwin
Air Thanlwin, anteriormente denominada Yangon Airways, es una aerolínea con base en Birmania, que ofrece vuelos regulares y chárter domésticos desde Rangún a otras ciudades.

## Historia
Yangon Airways fue fundada en octubre de 1996 como una aerolínea nacional en una empresa conjunta entre Myanma Airways, la aerolínea de bandera estatal de Birmania, y Krong-Sombat Company de Tailandia. La aerolínea tiene su sede y estación de mantenimiento en Rangún. En octubre de 1997, el actual propietario de la aerolínea adquirió la participación de la compañía tailandesa y luego adquirió la participación de Myanmar Airways en 2005. A partir de entonces, la aerolínea se convirtió en una aerolínea totalmente privada en Birmania. La aerolínea luego evolucionó hasta convertirse en una aerolínea de servicio doméstico principal, operando horarios y servicios de vuelos chárter desde Rangún a trece destinos comerciales y turísticos de primer nivel en Birmania. Durante los últimos tres años, Yangon Airways ha ido ganando progresivamente participación de mercado; tenía alrededor del 37% en 2007 y aumentó al 41% en 2008.
Yangon Airways fue incluida por la Oficina de Control de Activos Extranjeros (OFAC) del Departamento del Tesoro de los Estados Unidos en su lista de Nacionales Especialmente Designados y Personas Bloqueadas (SDN). Según la ley federal de los Estados Unidos, los estadounidenses tienen prohibido hacer negocios con personas o entidades incluidas en la lista de SDN. La OFAC designó a Yangon Airways en 2008 después de haber sido adquirida por conocidos narcotraficantes del Ejército del Estado Wa.
Yangon Airways cambió su nombre y opera como Air Thanlwin desde 2019, utilizando la misma flota y agregando otro ATR 72-500 alquilado a Myanmar National Airlines.

## Destinos
Air Thanlwin opera vuelos regulares a los siguientes destinos (enero de 2024):
| País     | Destinos    | Aeropuertos                          | Notas          |
| -------- | ----------- | ------------------------------------ | -------------- |
| Birmania | Dawei       | Aeropuerto de Dawei                  |                |
| Birmania | Mandalay    | Aeropuerto Internacional de Mandalay | HUB secundario |
| Birmania | Mawlamyaing | Aeropuerto de Mawlamyaing            |                |
| Birmania | Naipydó     | Aeropuerto Internacional de Naipydó  |                |
| Birmania | Rangún      | Aeropuerto Internacional de Rangún   | HUB principal  |
| Birmania | Tachilek    | Aeropuerto de Tachilek               |                |

## Flota
La flota de Air Thanlwin está formada por las siguientes aeronaves:
| Aeronaves | En servicio | Pedidos | Pasajeros (clase única)                            | Matrículas                                         | Antigüedad                                         |
| --------- | ----------- | ------- | -------------------------------------------------- | -------------------------------------------------- | -------------------------------------------------- |
| ATR 72    | 4           | —       | 70                                                 | XY-AIM                                             | 28,4 años                                          |
| ATR 72    | 4           | —       | 70                                                 | XY-AIN                                             | 28,3 años                                          |
| ATR 72    | 4           | —       | 70                                                 | XY-AJN                                             | 16,3 años                                          |
| ATR 72    | 4           | —       | 70                                                 | XY-AJI                                             | 16,2 años                                          |
| Total     | 4           | —       | Edad media de la flota (agosto de 2024): 22,3 años | Edad media de la flota (agosto de 2024): 22,3 años | Edad media de la flota (agosto de 2024): 22,3 años |

### Flota histórica
| Aeronaves | Total | Introducido | Retirado | Matrículas |
| --------- | ----- | ----------- | -------- | ---------- |
| ATR 42    | 1     | 2001        | 2001     | OY-CIR     |